# 쓰루노베촌
쓰루노베촌(鶴野辺村)은 후쿠시마현 오누마군에 있던 촌이다. 현재의 아이즈미사토정 북부, 다다미선 니쓰루역의 주변에 해당한다.

## 역사
- 1889년 4월 1일 - 정촌제 시행에 의해 4촌의 구역으로 성립하였다.
- 1898년 1월 23일 - 닛타촌과 합병해 니쓰루촌이 성립하여, 동일 쓰루노베촌이 폐지되었다.

## 교통

### 철도노선
현재 구 촌역에 다다미선 니쓰루역이 존재하지만 당시엔 미개통이였다.

## 참고문헌
- 角川日本地名大辞典 7 福島県